# Kamienowola
Kamienowola (do 31 grudnia 2005 Kamiennowola) – wieś w Polsce położona w województwie lubelskim, w powiecie lubartowskim, w gminie Ostrówek. 
Od 1 stycznia 2006 roku zmieniono nazwę wsi na Kamienowola (z jedną literką "n" w środku nazwy) Rozporządzenie Ministra Spraw Wewnętrznych i Administracji z dnia 27 grudnia 2005 r.w sprawie ustalenia, zmiany i znoszenia urzędowych nazw niektórych miejscowości oraz obiektów fizjograficznych (Dz. U. z dnia 30 grudnia 2005 r.)
Wieś stanowi sołectwo gminy Ostrówek. Według Narodowego Spisu Powszechnego z roku 2011 wieś liczyła 273 mieszkańców.
Wierni Kościoła rzymskokatolickiego należą do parafii Matki Bożej Częstochowskiej w Ostrówku.

## Historia
Miejscowość powstała w XVI wieku. Pierwsza wzmianka pojawia się w czasie podziałów dóbr po Piotrze Firleju w 1555 roku. Wtedy to wśród licznych wsi Jana Firleja wymienia się również Kamiennę. Była to już ukształtowana wioska, więc musiała powstać w pierwszej połowie XVI wieku.
Kolejne wzmianki w źródłach pojawiają się w 1563 roku jako Kamiona wola w ówczesnych spisach podatkowych. Następne informacje pochodzą z 1580 roku i 1603 (wizytacje kościelne) oraz z lat 1620-1626 z rejestrów podatkowych.
W 1626 roku właścicielem wsi był ksiądz Henryk Firlej z Dąbrowicy syn Jana, referendarz koronny. W tym czasie była to duża wieś licząca 20 półłanowych gospodarstw chłopskich. We wsi była też karczma i mieszkało również 3 rzemieślników3. Henryk Firlej dziedzic wsi zmarł w tym samym roku będąc prymasem Polski (od 1624 roku).
Po śmierci Henryka większość jego majątku przejął jego bratanek Andrzej Firlej. Jednak w tym czasie ród Firlejów już upadał na znaczeniu i Firlejowie zaczęli wyprzedawać swoje wsie.
Według spisu podatkowego z 1676 roku Wola Kamionowa w parafii Czemierniki należała do Joanny Głuszyńskiej i liczyła zaledwie 25 mieszkańców. Jak widać z porównania z 1626 rokiem liczba mieszkańców bardzo spadła. W początkach XVII wieku mieszkało tu 20 rodzin kmiecych, a w 1676 roku było ich najwyżej kilka. Wszystko za sprawą wojen ze Szwecją, Siedmiogrodem i Kozakami, które bardzo wyniszczyły te okolice. Kolejna wojna z początków XVIII wieku również nie ominęła tych terenów. W 1703 roku, z rąk wojsk szwedzkich, dużych zniszczeń doznały Czemierniki, można więc przypuszczać, że również tu dali się żołdacy we znaki miejscowej ludności.
Na przełomie XVII i XVIII wieku ta niewielka osada została włączono do dóbr czemiernickich, które należały do Sobieskich, a następnie do Humieckich. W końcu XVIII wieku dobra czemiernickie stały się własnością możnego rodu Małachowskich.
W tym czasie Kamiennowola zdołała się już odrodzić ze zniszczeń. Spis ludności diecezji krakowskiej z 1787 roku informuje, że w Woli Kamieniowej mieszkało 167 osób w tym 15 Żydów.
W końcu XVIII wieku dziedzicem wsi był jeden z największych magnatów ówczesnej Polski, Antoni Małachowski. Po jego śmierci w 1796 roku rozległe dobra czemiernickie zostały podzielone na mniejsze majątki, a Kamiennowola stała się częścią dóbr Ostrówek. Dobra Ostrówek odziedziczył Józef Małachowski syn Antoniego. Następnie stały się one własnością jego syna Napoleona Małachowskiego.
W początkach XIX wieku (1827) było tu 20 domów i 145 mieszkańców. W czasie uwłaszczenia powstało w tej wsi 24 gospodarstwa rolne na 487 morgach ziemi. Od tej pory była to już samodzielna wieś, którą włączono do gminy Luszawa.
W 1921 roku w Kamiennowoli było 53 domy i 325 mieszkańców. Oprócz Polaków mieszkał tu 1 Niemiec i 7 Żydów.
W okresie międzywojennym był tu wiatrak należący do F. Pirożyńskiego i olejarnia G. Tunkielszwarca. Znajdował się tu również zakład kowalski M. Wiącka.
W latach 1975–1998 miejscowość należała administracyjnie do województwa lubelskiego.

## Zabytki
W Kamiennowoli według Katalogu Zabytków Sztuki w Polsce z 1976 roku znajduje się kapliczka przydrożna wzniesiona w drugiej połowie XIX wieku. Jest murowana z cegły i otynkowana. Zbudowana w kształcie dwukondygnacyjnego słupa z pilastrami na narożach. Daszek jest czterospadowy ceglany.